# Cerkiew św. Jana Chrzciciela w Tallinnie
Cerkiew pod wezwaniem św. Jana Chrzciciela – prawosławna cerkiew parafialna w Tallinnie, w eparchii tallińskiej Estońskiego Kościoła Prawosławnego.

## Historia
Świątynię zbudowano w latach 1922–1923, według projektu Aleksandra Władowskiego.

## Architektura
Budowla drewniana. Od frontu przedsionek. Nawa na planie kwadratu. Prezbiterium mniejsze od nawy, zamknięte trójbocznie, z dwiema bocznymi zakrystiami. Nad przedsionkiem wieżyczka z kopułą. Nad nawą dach namiotowy z okrągłą wieżą zwieńczoną kopułą. Nad prezbiterium wieżyczka z kopułą.